# Торлино Вимеркати
Торлино Вимеркати (итал. Torlino Vimercati) је насеље у Италији у округу Кремона, региону Ломбардија.
Према процени из 2011. у насељу је живело 265 становника. Насеље се налази на надморској висини од 89 м.

## Становништво
Према резултатима пописа становништва 2011. у општини је живело 449 становника.
| 1931. | 1936. | 1951. | 1961. | 1971. | 1981. | 1991. | 2001. | 2011. |
| ----- | ----- | ----- | ----- | ----- | ----- | ----- | ----- | ----- |
| 761   | 765   | 794   | 578   | 440   | 301   | 270   | 296   | 449   |